# هيبر غارسيا
هيبر غارسيا (بالإسبانية: Heber García)‏ هو لاعب كرة قدم فنزويلي، ولد في 27 مارس 1997 في سان فيليبي، فنزويلا ‏ في فنزويلا. لعب مع Deportivo La Guaira F.C. ‏.

## وصلات خارجية
- هيبر غارسيا على موقع قاعدة بيانات كرة القدم.إي يو (الإنجليزية)
- هيبر غارسيا على موقع Soccerway.com (الإنجليزية)
- هيبر غارسيا على موقع AS.com (الإسبانية)